# Taygetis ypthima
O gênero Taygetis abrange 27 espécies já descritas e várias ainda não identificadas, sendo amplamente distribuído pelo neotrópico, desde o México até o Uruguai. As borboletas desse grupo possuem asas dorsais predominantemente marrons, enquanto a face ventral exibe padrões que lembram folhas secas, uma característica que pode auxiliar na camuflagem. Algumas espécies, como Taygetis ypthima, possuem hábitos crepusculares e são frequentemente atraídas por frutas em decomposição.
Taygetis ypthima Hübner, [1821] é uma borboleta frugívora que ocorre preferencialmente em matas úmidas e bem preservadas, sendo encontrada principalmente nos biomas Mata Atlântica e Pampa. Sua distribuição inclui Argentina, Paraguai e diversas regiões do Brasil, abrangendo os estados da Bahia, Espírito Santo, Mato Grosso do Sul, Minas Gerais, Paraná, Rio de Janeiro, Rio Grande do Sul, Santa Catarina e São Paulo. A espécie pode ser encontrada em altitudes que variam do nível do mar até 2000 metros, sendo registrada ao longo de todo o ano. Sua alimentação baseia-se em frutos fermentados, exsudações vegetais e fezes de animais. Além disso, a presença de T. ypthima tem sido associada a áreas bem conservadas, o que a torna um possível indicador da qualidade ambiental. 
Diferente de outras borboletas subtropicais, a espécie atinge maior abundância no inverno, sugerindo adaptação ao clima frio. Além disso, sua longevidade é de aproximadamente 247 dias, um tempo excepcionalmente longo para borboletas. Ela tem um porte mediano, variando entre 32 e 42 mm, T. ypthima apresenta coloração marrom na face dorsal e tons bastante variáveis na face ventral. Suas asas anteriores possuem uma terminação apical curva, característica que originou seu nome popular, “ganchuda”. Apesar das informações disponíveis, ainda há lacunas no conhecimento sobre sua distribuição potencial e os fatores ambientais que influenciam sua presença, o que destaca a necessidade de novos estudos sobre a espécie.

## Etimologia
A Taygetis ypthima é conhecida como “ganchuda”, pois o formato na terminação apical de suas asas anteriores é semelhante a um gancho.

## Taxonomia e Evolução
Taygetis ypthima pertence à tribo Satyrini, um grupo amplamente distribuído em regiões tropicais. A evolução do grupo está intimamente ligada à disseminação das gramíneas, que forneceram novas oportunidades ecológicas e alimentares. O gênero Taygetis surgiu na região neotropical e se diversificou em florestas sombreadas. Sua adaptação a ambientes de baixa luminosidade pode ter sido um fator-chave para a diversificação do grupo. Estudos filogenéticos sugerem que a espécie pode pertencer a um gênero diferente, mais próximo do clado Pseudodebis, mas essa reclassificação ainda está sendo discutida. 
Taygetis ypthima está entre as borboletas mais longevas dos neotrópicos, com indivíduos vivendo mais de 200 dias e um tempo de vida máximo registrado de 247 dias. Essa alta longevidade pode estar relacionada à sua estratégia alimentar frugívora, pois a ingestão de frutos fermentados e matéria orgânica pode fornecer nutrientes adicionais, como aminoácidos, que aumentam a expectativa de vida. Espécies frugívoras de borboletas geralmente apresentam uma vida mais longa do que as nectarívoras, o que pode ter favorecido a seleção para uma vida adulta estendida. Diferente da maioria das borboletas tropicais, T. ypthima apresenta um padrão populacional com picos durante os meses frios, sugerindo que sua biologia está adaptada para lidar com temperaturas mais baixas.
Possíveis mecanismos de adaptação incluem: Uso de microhabitats protegidos, onde as temperaturas são mais estáveis. Diapausa ou quiescência, estratégias comuns em insetos para sobreviver ao frio. Termorregulação comportamental, favorecida por sua coloração escura, permitindo maior absorção de calor.

## Distribuição geográfica e habitat

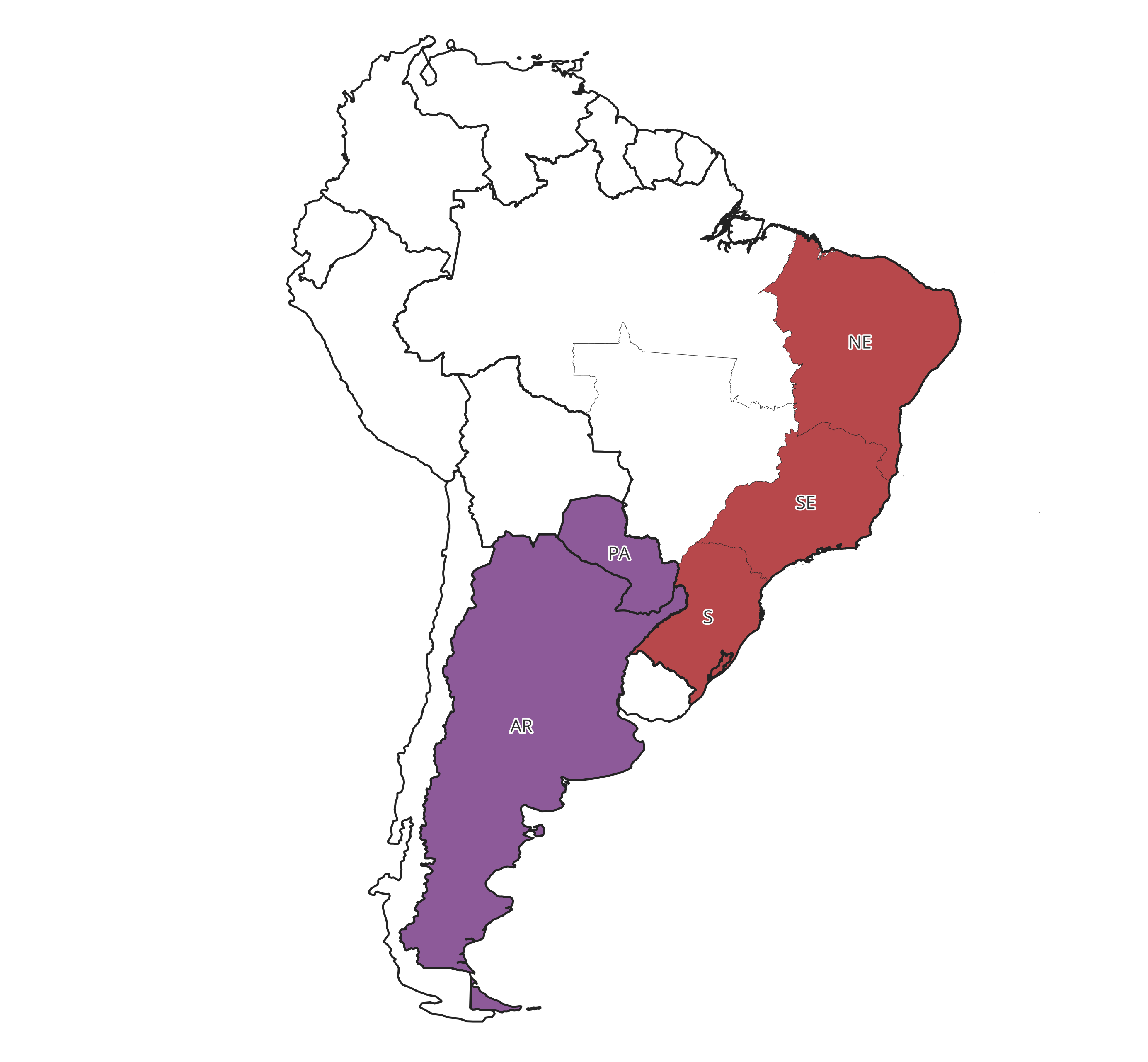
Mapa de Distribuição e biologia de Taygetis ypthima Hübner, [1821]. Os espaços coloridos em vermelho representam território nacional (Nordeste, Sudeste e Sul), enquanto os espaços coloridos em roxo representam territórios internacionais (Paraguai e Argentina).

T.yphtima é uma borboleta da família dos ninfalídeos que se encontra em abundância no interior de matas úmidas, contínuas e, no geral, em bom estado de conservação e preservação da mata nativa, como reservas e mata fechada de araucária, sendo um importante bioindicador da qualidade ambiental desses ecossistemas. A espécie ocorre em concentrações menores em ambientes fragmentados e nas bordas de mata, evidenciando que a degradação do habitat representa uma ameaça considerável para a manutenção das populações da espécie. Os picos populacionais no inverso, sugerem que a distribuição da espécie também está associada a uma combinação de fatores variáveis, como dissipabilidade de alimento para as formas jovens (lagartas) e altitude.
Quanto à localização na estratificação vertical da floresta, o gênero da espécie é comumente encontrado em estratos mais baixos da floresta, principalmente no sub-bosque e raramente encontradas nos dosséis. A distribuição de Taygetis ypthima se entende do Nordeste, Sudeste até o Sul do Brasil e também as regiões do Paraguai e Argentina, sendo encontrada em diversas altitudes, podendo ser registrada em áreas elevadas de até 2000 metros acima do nível do mar independente da estação do ano.

## Descrição
As borboletas Taygetis ypthima possuem a face dorsal de coloração marrom, enquanto a face ventral apresenta um tom marrom altamente variável, permitindo que a espécie se camufle em ambientes de pouca iluminação.

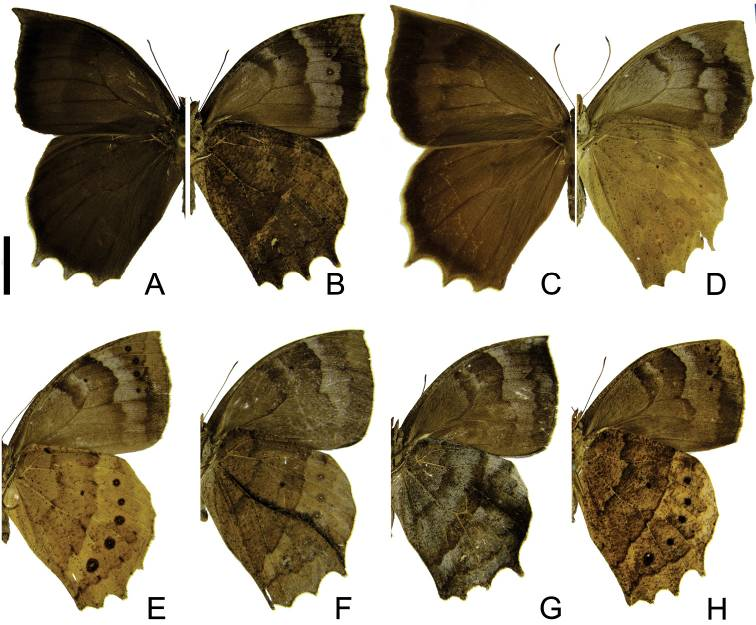
Adultos de Taygetis ypthima. A–B macho A dorsal B ventral C–D fêmea C dorsal D ventral E–H variações na visão ventral. Escala = 1 cm.

Cabeça: Marrom, com olho liso, marrom. Antenas sem escamas no terço final, geralmente marrom-claro; clava marrom-escura com a última parte marrom-clara. Palpos labiais mistos de marrom e marrom-claro, com escamas alongadas nos dois primeiros segmentos; cerca de 1,5 vezes o comprimento do olho; terceiro segmento fino, do mesmo tamanho que o primeiro.
Tórax: Uniformemente marrom, com pernas marrons; fêmures médio e traseiro marrom-claros por dentro.
Asas anteriores:
- Formato e tamanho: Triangulares, com margem costal convexa, ápice pontudo, margem externa convexa, tornus arredondado e margem interna reta. Comprimento: 34,5–37,0 mm.
- Face superior: Predominantemente marrom, mais escura ao longo da borda externa.
- Face inferior: Marrom, mais clara na base, com arcas escuras no final da célula discal e esbranquiçadas nas veias transversais. Mancha escura na base e  ápice marrom-avermelhado, com faixa submarginal esbranquiçada com pequenos ocelos creme.

Asas posteriores:
- Formato: A borda superior é levemente curvada, e a ponta da asa é arredondada. A margem externa tem pequenas saliências em alguns pontos, com uma mais destacada no meio. A parte interna da asa começa curvada na base e fica mais reta perto do final.
- Face superior: Marrom, mais escura na borda externa.
- Face inferior: Marrom-avermelhada, com uma linha escura no meio e uma mancha escura na base. Perto da borda, há pequenos círculos claros, com um maior que os outros. Uma linha escura forma uma faixa avermelhada de 2 mm. A beirada da asa é marrom com um toque avermelhado, e a franja de pelos é marrom-clara.  A asa posterior na face inferior possui uma linha discal curva e irregular, estendendo-se da margem costal até a margem interna

Abdômen: Marrom dorsalmente, marrom-claro ventralmente.
Devido à grande variação fenotípica, algumas variações geográficas foram inicialmente descritas como cinco espécies distintas, sendo elas Taygetis xantippe Butler [1870], Taygetis ophelia Butler [1870], Taygetis fulginia semibrunnea Weymer [1910], Taygetis fulginia d'Almeida [1922], Taygetis ypthima [sic] ab. lineata Kivirikko [1937]. Estudos detalhados da morfologia dos órgãos genitais e do padrão das asas resultaram na sinonimização de quatro dessas espécies, sendo apenas T. fulginia considerada válida e distinta de T. ypthima.

## Comportamento e Ecologia
Picos de Abundância e Adaptação ao Inverno
Os maiores picos populacionais de Taygetis ypthima ocorrem durante o inverno, um padrão incomum entre borboletas subtropicais, pois a maioria das espécies enfrenta extinção local, migração ou diapausa devido às baixas temperaturas. Em regiões de menor latitude, algumas borboletas podem ter maior densidade populacional no inverno, como Heterosais edessa em São Vicente, SP. O aumento de indivíduos de T. ypthima nos meses frios sugere a existência de uma adaptação particular da espécie.
Razão Sexual e Comportamento Reprodutivo
A razão sexual observada (1:1) difere do padrão encontrado em outras borboletas neotropicais, onde há predominância de machos. Essa proporção equilibrada pode estar relacionada a diferenças comportamentais entre os sexos. Em Erebia epipsodea, por exemplo, os machos passam mais tempo em voos cursoriais, enquanto as fêmeas se concentram na ovoposição. No caso de T. ypthima, a trilha amostrada incluía tanto territórios de machos quanto áreas da planta hospedeira, o que pode explicar a proporção sexual equilibrada.
Ciclo de Vida e Estratégia Univoltina
A estrutura etária da população sugere que os acasalamentos ocorrem com maior frequência entre o final do inverno e o início da primavera, com cópulas registradas em agosto. O aumento significativo de adultos jovens em dezembro indica um ciclo de vida sincronizado, sugerindo que T. ypthima seja univoltina. Estudos sobre a biologia do gênero Taygetis indicam um tempo de desenvolvimento de 40 a 86 dias, o que sustenta essa hipótese.
Dimorfismo Sexual e Longevidade
As fêmeas de T. ypthima são maiores que os machos, um padrão comum em artrópodes. Indivíduos com mais de 200 dias de vida apresentaram tamanho superior à média populacional, o que pode indicar que maior porte está associado à longevidade e maior capacidade competitiva. A longevidade elevada dessa espécie pode estar relacionada à sua ecologia alimentar. Estudos indicam que borboletas frugívoras tendem a viver mais tempo devido à ingestão de frutas fermentadas, que fornecem nutrientes essenciais, como aminoácidos.
Comportamento Territorial e Deslocamento
Os machos de T. ypthima exibem comportamento territorial, defendendo áreas próximas à sua possível planta hospedeira, um padrão também observado em Taygetis mermeria. A defesa do território pode ser mantida por vários dias ou até semanas. Esse comportamento territorial pode explicar o menor deslocamento dos machos, que foram frequentemente recapturados no mesmo local da primeira captura.
Possível Migração e Modelos Populacionais
A alta expectativa de vida de T. ypthima, aliada à ausência de indivíduos jovens em determinados períodos do ano, sugere que a espécie pode realizar movimentação migratória sazonal. No entanto, são necessários modelos populacionais mais detalhados para testar essa hipótese, relacionando fatores ambientais e dinâmicos à estrutura da população.

## Conservação
Taygetis ypthima é uma espécie de borboleta cuja distribuição abrange Argentina, Paraguai e diversas regiões do Brasil, incluindo estados como Bahia, Espírito Santo, Mato Grosso do Sul, Minas Gerais, Paraná, Rio de Janeiro, Rio Grande do Sul, Santa Catarina e São Paulo. A avaliação realizada pelo Instituto Chico Mendes de Conservação da Biodiversidade (ICMBio) segue os mesmos critérios da União Internacional para a Conservação da Natureza (UICN), garantindo uma análise criteriosa do status de conservação da espécie. Atualmente, não há registros de ameaças significativas que possam colocar Taygetis ypthima em risco de extinção no futuro próximo. Diante disso, a espécie foi classificada como Menos Preocupante (LC), indicando que sua população se mantém estável nas áreas onde ocorre.